# عملیات کمان ۹۹
عملیات کمان ۹۹ یا عملیات البرز، عملیات هوایی گسترده نیروهای مسلح ایران، در اولین روز جنگ ایران و عراق بود که بزرگترین عملیات نظامی نیروی هوایی ارتش ایران محسوب می‌شود. این عملیات در تاریخ ۱ مهر ۱۳۵۹ اجرا شد. در عملیات کمان۹۹، شمار ۲۰۰ هواپیمای جنگی ایرانی حضور داشتند، که ۱۴۰ فروند از آنها از مرز عبور کردند و اهداف نظامی، فرودگاه‌ها و آشیانه‌های نظامی متعلق به ارتش عراق از جمله پایگاه هوایی کرکوک، پایگاه هوایی رشید، پایگاه هوایی علی، پایگاه هوایی التقدم و پایگاه‌های هوایی و اهدافی در موصل، حبانیه، ناصریه، شعیبیه، کوت، بصره، ام قصر و المثنی و فرودگاه بین‌المللی بغداد را مورد هدف قرار دادند و ۶۰ فروند دیگر نیز کار پشتیبانی را در این عملیات هوایی، انجام می‌دادند.
در عملیات کمان۹۹ از جنگنده-بمب‌افکن‌های اف-۵ و اف-۴ برای بمباران مواضع، شکاری-رهگیر اف-۱۴ برای محافظت از هواپیماها، بوئینگ ۷۴۷ و بوئینگ ۷۰۷ برای سوخت‌رسانی و از سی-۱۳۰هرکولس برای جمع‌آوری اطلاعات الکترونیکی و مشخص کردن محل پایگاه‌های موشکی استفاده شد. کمان ۹۹، باعث برتری هوایی نیروهای مسلح ایران در ماه‌های آغازین جنگ گردید. با توجه به حجم و گستردگی عملیات و تعداد هواپیماهای درگیر، این عملیات، یکی از گسترده‌ترین عملیات‌ها در تاریخ نبردهای هوایی است.

## پیشینهٔ عملیات

در روز اول جنگ، فرودگاه مهرآباد هدف بمباران چند میگ-۲۳ عراق قرار گرفت.

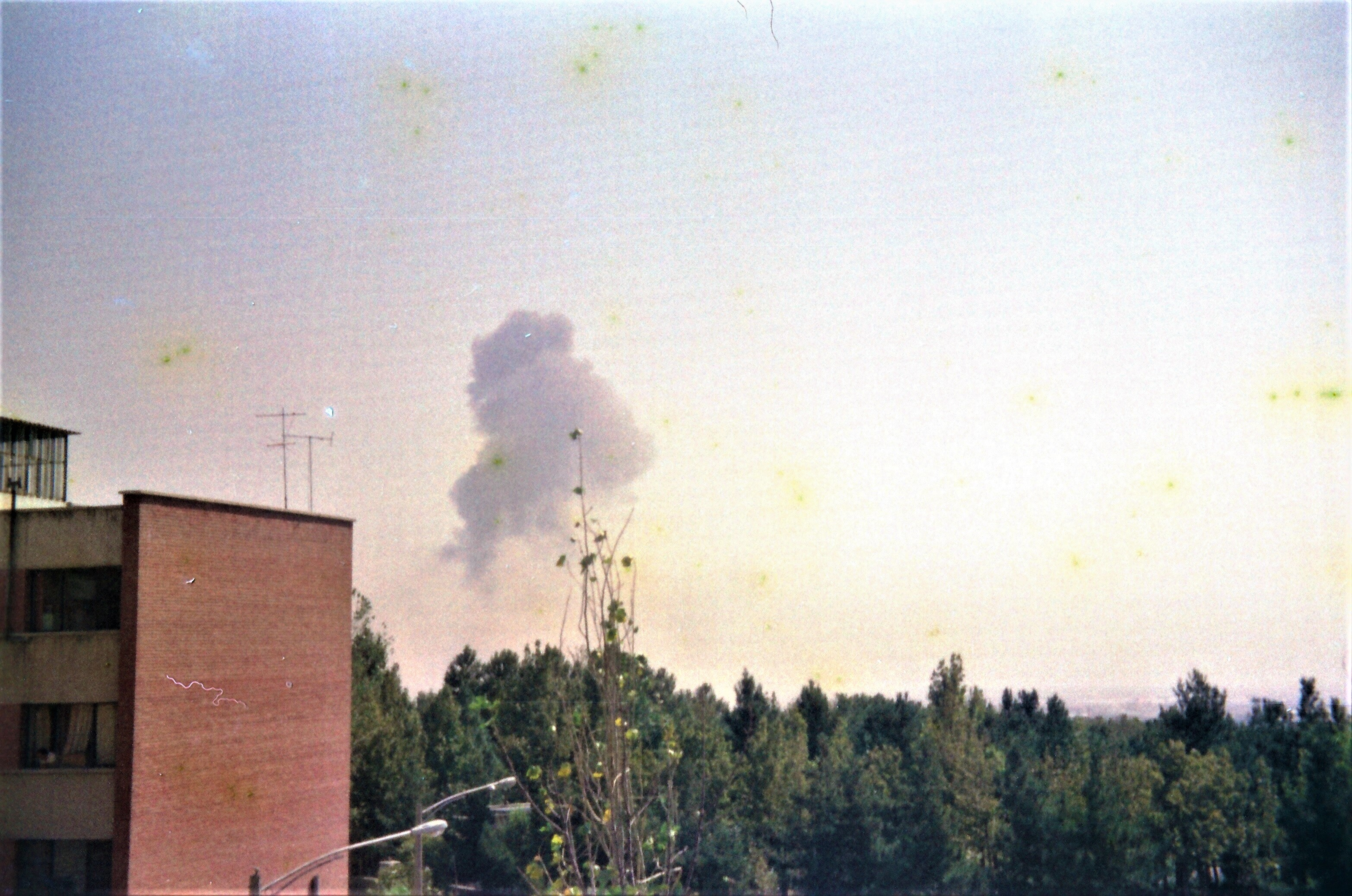
دود انفجار حملهٔ نیروهای عراقی به فرودگاه مهرآباد در تهران در ۳۱ شهریور ۱۳۵۹

در بعد از ظهر روز ۳۱ شهریور سال ۱۳۵۹ نیروی هوایی عراق در عملیاتی شبیه به حمله نیروی هوایی اسرائیل که در سال ۱۹۶۷ در جنگ با اعراب، با حمله غافلگیرکننده نیروی هوایی مصر را از کار انداخته بود، به تعدادی از پایگاه‌های هوایی ایران حمله کرد، با این تصور که با این کار، نیروی هوایی ایران را از کار خواهد انداخت.
عراقی‌ها با ۱۶۶ تا ۱۹۲ فروند هواپیمای جنگنده-بمب‌افکن و مجموعاً در ۲۵۰ سورتی پرواز، به ۸ پایگاه هوایی و چند نقطهٔ استراتژیک در ایران، به‌طور غافلگیرانه حمله کردند. در ساعت ۱:۴۵ دقیقه، ۶ فروند میگ ۲۳ عراقی، به پایگاهی در نزدیکی اهواز حمله کردند. حدود نیم ساعت بعد، به‌طور همزمان، به پایگاه مهرآباد در تهران و چند پایگاه هوایی دیگر در ایران، حمله شد. ساعتی بعد، پیامی از رادیو بغداد پخش شد که از خلبانان ایرانی می‌خواست که به عراق گریخته و پناهنده شوند. پیش از آغاز این عملیات، هواپیماهای ایرانی عمدتاً در آشیانه‌های مستحکم بتنی قرار داشتند و این عملیات، موفقیت چندانی برای عراق نداشت و نیروی هوایی ایران آسیب زیادی ندید. بیشتر بمب‌ها روی باندهای فرود ریخته شدند که آن‌ها نیز به سرعت ترمیم شدند.
۲ ساعت پس از حملهٔ عراق، نیروی هوایی ایران، عملیاتی با نام عملیات انتقام را آغاز کرد و با دو گروه ۴ فروندی، به پایگاه هوایی شعیبیه در ام قصر و پایگاه هوایی کوت، حمله و آن‌ها را بمباران کرد. طرح عملیاتی عملیات انتقام و عملیات کمان ۹۹ از زمان درگیری‌های ۷۵-۱۹۷۴ اروندرود، توسط نیروی هوایی شاهنشاهی ایران تهیه شده بود.

## طرح عملیات
پرسنل نیروی هوایی ارتش جمهوری اسلامی (معاونت‌های عملیات پایگاه‌ها) با دستور فرمانده وقت نیروی هوایی ارتش؛ جواد فکوری شبانه مشغول برنامه‌ریزی برای اجرای طرح عملیاتی البرز شدند. زمان عملیات هم‌زمان با طلوع آفتاب در عراق انتخاب شد، تا تابش خورشید صبحگاهی کار هدف‌گیری را برای پدافند هوایی عراق مشکل کند. منطقه عملیات نیز سرتاسر خاک عراق در حد فاصل مدار ۳۰ درجه شمالی، یعنی جنوبی‌ترین مدار در خاک عراق، تا شمالی‌ترین مدار آن، که مدار ۳۷ درجه شمالی را شامل می‌شد، بود. برای اجرای این طرح، خلبانان در هر پایگاه هوایی ارتش به فرماندهی فراخوانده شدند و تا صبح بر روی برنامه پروازی، نوع مأموریت و مشخص نمودن مراکزی که باید هدف قرار بگیرند، کار کردند. خدمه فنی تا صبح بیدار بودند تا بمب‌های ام‌کی۸۲، ام‌کی۸۳، مارک ۸۴، بمب‌های خوشه‌ای، موشک‌های ماوریک، موشک‌های حرارتی و موشک‌های راداری را بر روی جنگنده‌ها بارگذاری نمایند.

### پایگاه‌های عمل‌کننده
بر اساس طرح عملیات، پایگاه‌های هوایی تهران، همدان و بوشهر با یگان‌های اف-۴ و پایگاه‌های تبریز و دزفول با یگان‌های اف-۵ در این عملیات شرکت کردند، همچنین پایگاه‌های هفتم و هشتم شکاری نیز با یگان‌های اف-۱۴، کار پشتیبانی را برعهده داشتند.

### اهداف
اهداف این عملیات، پایگاه‌های هوایی، فرودگاه‌ها، مخازن سوخت و مهمات، پالایشگاه‌ها، آشیانه هواپیماها، پناهگاه‌های تعمیرات و نگهداری هواپیما، باندهای پروازی، رادارهای هدایت‌کننده هواپیماهای جنگی، برج‌های مراقبت و مراکز مخابراتی عراق بودند.

### نام عملیات
قرار شد نام عملیات «کمان ۹۹» باشد که نمادی از فرستادن آتش خشم ملت ایران به سوی متجاوزان عراقی بود، به این معنی که تیری در چله کمان گذاشته می‌شود و تا دور دست‌ترین نقاط عراق رها می‌شود، تا یادآور اسطوره ملی‌گرایی و میهن‌پرستی آرش کمانگیر باشد. عدد ۹۹ نیز از شمار صفحات شرح طرح عملیاتی البرز گرفته شده بود.
ترتیب عملیات چنین بود که در ساعت مقرر تانکرهای سوخت‌رسان در محل ملاقات حضور داشته باشند و ابتدا فانتوم‌ها از پایگاه هوایی نوژه به پرواز درآیند و بدون سوخت‌گیری هوایی به اهداف خود حمله کنند. دو دقیقه بعد از آن‌ها، فانتوم‌های پایگاه هوایی تهران به پرواز درآیند و با سوخت‌گیری هوایی، به اهداف خود حمله کنند، دو دقیقه بعد فانتوم‌های پایگاه هوایی بوشهر به پرواز درآیند و آن‌ها نیز با سوخت‌گیری هوایی به اهداف خود حمله کنند، در همین زمان اف-۵ها از پایگاه هوایی تبریز و پایگاه چهارم شکاری دزفول به پرواز درآمده و اهداف خود را بمباران کنند و در این زمان اف-۱۴ها از پایگاه هوایی اصفهان به پرواز در آیند و کار پشتیبانی عملیاتی را از پشت مرزها به عهده بگیرند.

## از کار انداختن پدافند هوایی عراق
ماموریت‌های SEAD یا عملیات ضد پدافند هوایی، قبل و هم‌زمان با ورود بمب‌افکن‌ها به خاک عراق انجام شد، تا رادارها و پدافندهای مناطقی که قرار بود به آن‌ها حمله شود، از سر راه بمب‌افکن‌ها برداشته شود. با انجام این کار، برتری کامل هوایی از آن خلبانان نیروی هوایی ایران شد و این باعث شد توان ارتش عراق، به میزان قابل توجهی کاهش پیدا کند. به این منظور ۳ فروند هواپیمای لاکهید سی-۱۳۰ هرکولس از پایگاه یکم شکاری مهرآباد جهت یافتن پدافند هوایی و موشک‌های سطح‌به‌هوای عراق فرستاده شدند.

## انجام عملیات
صبح روز ۱ مهر ۱۳۵۹ در حالی که بیش از ۱۰ ساعت از هجوم هواپیماهای عراق به ایران نمی‌گذشت، با ابلاغ رمز «کمان ۹۹» به پایگاه‌های هوایی، عملیات آغاز شد. ۴۰ فروند مک‌دانل داگلاس اف-۴ فانتوم ۲ مسلح به بمب‌های ام‌کی۸۲، ام‌کی۸۳، مارک ۸۴ و موشک‌های ماوریک، از پایگاه هوایی نوژه پس از برخاست و سوخت‌گیری هوایی، به سمت اهداف خود در بغداد حرکت کردند. ۸ فروند از این هواپیماها، فرودگاه بین‌المللی بغداد و پایگاه هوایی حبانیه و پایگاه تموز در غرب بغداد را بمباران کردند. ۱۲ فروند از آن‌ها به پایگاه هوایی الرشید در نزدیکی بغداد حمله کردند. ۱۶ فروند از آن‌ها نیز پایگاه هوایی کوت را بمباران کردند. به گفتهٔ منابع ایرانی، پایگاه هوایی کوت، پس از این حمله، به‌کلی ویران شد. در همان زمان، ۸ فروند فانتوم از پایگاه مهرآباد برخاسته و به‌سوی بغداد، پرواز کرده و پایگاه الرشید را مجدداً بمباران کردند. با این حملات، چندین فروند میگ-۲۳ عراقی بر روی زمین نابود شده و حدود ۸۰ درصد از پایگاه الرشید نیز ویران گردید.
۵۸ فروند نورثروپ اف-۵ از پایگاه تبریز برخاسته و پایگاه هوایی موصل را بمباران کردند. پایگاه موصل، پس از این حمله برای ماه‌ها غیرعملیاتی بود. پس از حمله به موصل، ۵۰ فروند اف-۵ از پایگاه چهارم شکاری دزفول برخاسته و پایگاه هوایی ناصریه را بمباران کردند. این پایگاه نیز، پس از این حمله، به‌شدت آسیب دید. ۱۶ فروند هواپیمای جنگنده بمب‌افکن فانتوم نیز از پایگاه ششم شکاری بوشهر به پرواز درآمده و پایگاه هوایی شعیبه را بمباران کردند. پایگاه هوایی کرکوک و پایگاه المثنی در حملات بعدی، بمباران شدند. پس از پرواز ۱۴۸ هواپیمای اف-۴ و اف-۵ ایرانی، تعداد ۶۰ فروند رهگیر گرومن اف-۱۴ تام‌کت برای پشتیبانی از آن‌ها، ایجاد پوشش هوایی و مقابله با حملات متقابل نیروی هوایی عراق، به هوا برخاستند. اف-۱۴ها توانستند ۲ فروند میگ-۲۱، و ۳ فروند میگ-۲۳ عراقی را در درگیری هوایی، ساقط کنند. همچنین یک اف-۵ ایرانی نیز توانست یک فروند سوخو-۲۰ عراقی را درگیری هوایی، ساقط کند. در طول این عملیات، تمامی بمب‌افکن‌های ایرانی با ارتفاع بسیار پایینی پرواز کردند. یکی از فانتوم‌ها در بازگشت به پایگاه هوایی بوشهر، به حدی ارتفاع کم کرده بود که با یک تابلوی تبلیغاتی شهرداری بصره برخوردی مختصر کرده و پس از بازگشت به پایگاه بوشهر، قطعه‌ای از آن تابلو به هواپیما چسبیده بود. «در این روز ۱۱ جنگنده نیروی هوایی جمهوری اسلامی از جمله ۲ هواپیمای اف-۴ منهدم و ۹ خلبان کشته و ۲ نفر هم اسیر شدند. علاوه بر این نیروی هوایی ایران ۱۴ فروند هواپیمای شکاری خود را از دست داد.»

## پس از اجرای عملیات
تمامی اهداف از پیش تعیین شده در خاک عراق کوبیده شد. در این عملیات، پایگاه‌های هوایی الرشید بغداد، کوت در استان العماره، موصل در استان نینوا، ناصریه در استان ذیقار، شعیبه در استان بصره، پایگاه هوایی کرکوک در استان کرکوک، پایگاه‌های هوایی حبانیه شامل دو پایگاه تموز و هضبه در غرب بغداد، پایگاه هوایی ام‌القصر، فرودگاه بین‌المللی بغداد و فرودگاه المثنی، توسط بمب‌افکن‌های ایرانی بمباران شد.
هر دو باند پروازی پایگاه کرکوک، پالایشگاه‌های نفت کرکوک و تأسیسات نفتی بصره، فرودگاه حبانیه شمالی، فرودگاه المثنی، پل‌های ارتباطی تنومه و بصره و چاه‌های نفت میدان باباگرگر و مخازن روزمینی نفت موصل و تأسیسات گازی میدان کرکوک، تنها قسمتی از خسارت‌های وارد به عراق بود.
با انجام این عملیات، نیروی هوایی عراق بیش از ۵۵ درصد از توان خود را از دست داد و تا مدت‌ها پایگاه‌های هوایی آنان قادر به استفاده از تمام یا بخشی از توان خود نبودند. پایگاه هوایی رشید به عنوان یکی از مهم‌ترین پایگاه‌های هوایی عراق، تا ۶۹ روز نتوانست عملیاتی شود.
برای این عملیات جمعاً ۳۸۰ نفر از پرسنل نیروی هوایی با ۲۰۰ فروند جنگنده بمب‌افکن به پرواز درآمدند که ۱۴۰ هواپیما از مرز عبور کرد. در این روز نیروی هوایی ارتش جمهوری اسلامی ایران با ۳۰۰ پرواز عملیاتی باعث شدند ارتش عراق در به‌کارگیری نیروهایش دچار مشکل شود و با از دست دادن آزادی عمل، نیروی زمینی خود را بدون پشتیبانی هوایی در صحنه نبرد در مناطق اشغالی ایران، به حال خود رها کند.

## علت انتخاب این عملیات
اکبر هاشمی رفسنجانی، از اعضای شورای عالی دفاع معتقد بود، که در ابتدای جنگ، ارتش عراق فاقد قدرت پدافند هوایی مناسب بوده‌است و به همین دلیل نیروی هوایی ایران توانست بدون مزاحمت، تأسیسات استراتژیک عراق را مورد حمله قرار دهد.
نیروی هوایی ایران تا انتهای جنگ از انجام عملیات مشابهی امتناع ورزید، که یکی از دلایل آن، تقویت سامانه ضدهوایی ارتش عراق بوده‌است.

## تجلیل از خلبانان
به مناسبت ۲۹مین سالگرد انجام عملیات کمان ۹۹، با حضور جانشین فرمانده نیروی هوایی ارتش، امیر برخور، از خلبانان نیروی هوایی ارتش که در آن عملیات شرکت کرده و کشته شده بودند، تجلیل به عمل آورده شد. در این مراسم از سید علی اقبالی، اصغر هاشمیان، غفور جدی اردبیلی، علیرضا یاسینی، غلامعلی خسته نیکو، صمد نقدی ، فریدون ذوالفقار، محمد دانشوری تجلیل و به خلبانان سرتیپ امینی، جلیلی، محمود اسکندری، عطا بازرگانی، علی رضاپور و ضرابی لوح تقدیر داده شد.